# Estação Valdecarros

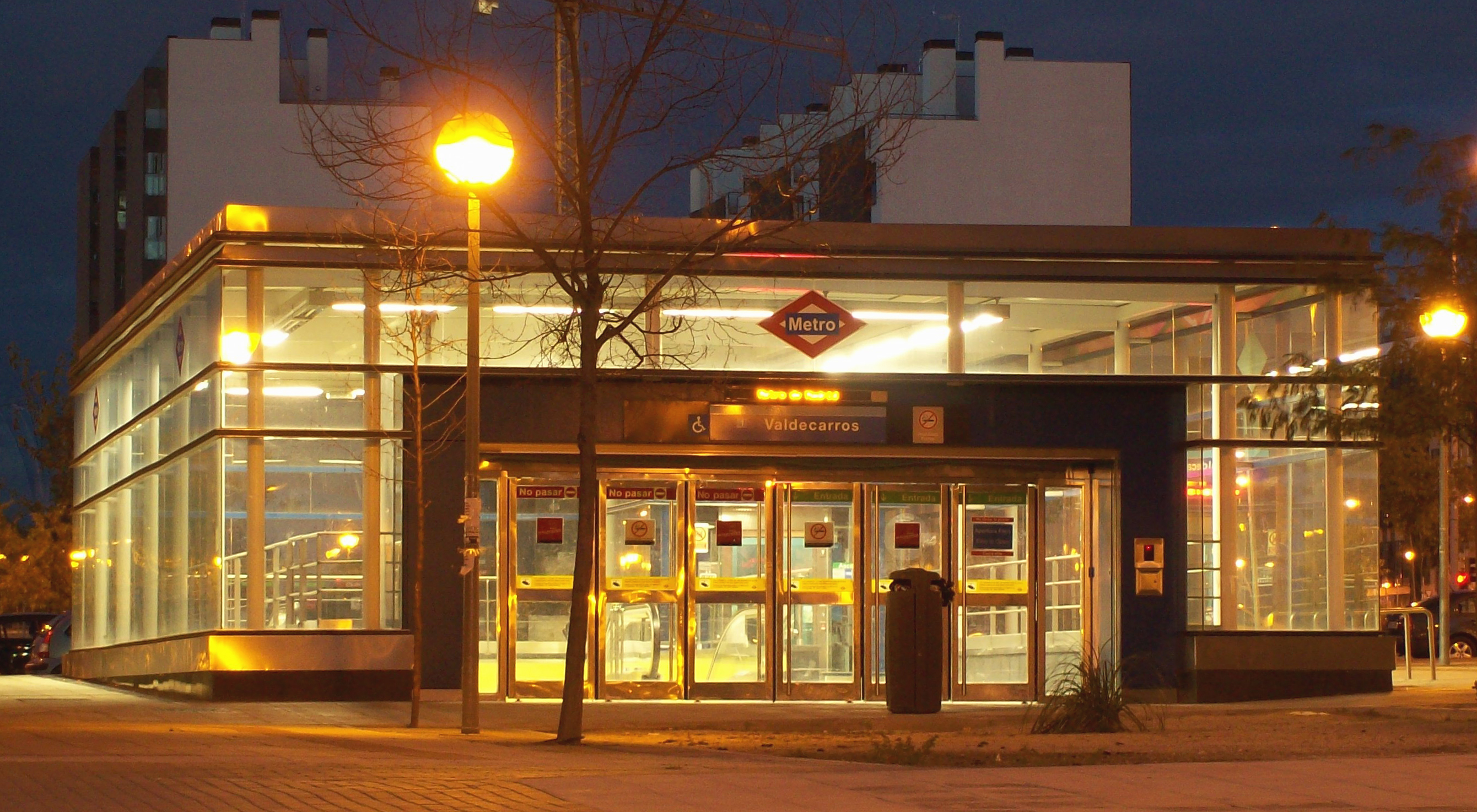
Estação Valdecarros

Valdecarros é uma estação terminal da Linha 1 do Metro de Madrid.

## História
Foi inaugurada em 16 de maio de 2007.
Possui uma única saída situada na Avenida Ensanche de Vallecas.